# Szalonna megállóhely
Szalonna megállóhely egy Borsod-Abaúj-Zemplén vármegyei vasúti megállóhely, Szalonna településen, a MÁV üzemeltetésében. A megállóhely jegypénztár nélküli, nincs jegykiadás.
Közúti kapcsolatokat a 27-es főútból, annak 31+900-as kilométerszelvényénél kiágazó 26 312-es mellékút biztosít a megállóhely számára.
Az állomás vezetője 1903-ban Tomaskó Richárd állomás-elöljáró, 1974 előtt állomásfőnöke Fejes Gábor volt.

## Vasútvonalak
A megállóhelyet az alábbi vasútvonalak érintik:
- Sajóecseg–Hídvégardó-vasútvonal

## Kapcsolódó állomások
A megállóhelyhez az alábbi állomások vannak a legközelebb:
- Szendrő felső megállóhely (Sajóecseg–Hídvégardó-vasútvonal)
- Perkupa megállóhely (Sajóecseg–Hídvégardó-vasútvonal)

## Forgalom
| Járat        | Útvonal | Gyakoriság |
| ------------ | --- | ---------- |
| személyvonat | Miskolc-Tiszai – Miskolc-Gömöri – Szirmabesenyő – Sajókeresztúr – Sajóecseg – Alsóboldva – Boldva – Borsodszirák – Edelény alsó – Edelény – Szendrőlád (– Büdöskútpuszta) – Szendrő – Szendrő felső – Szalonna – Perkupa – Jósvafő-Aggtelek – Bódvaszilas – Komjáti – Tornanádaska | 2 óránként |